# Henryk Śniegocki
Henryk Śniegocki (Kościan, 18 gennaio 1893 – Poznań, 1º dicembre 1971) è stato un insegnante polacco.
Attivo nell'insurrezione, era a capo di un comando scout  polacco durante le due guerre mondiali. Durante l'occupazione tedesca della Polonia comandò il movimento scout sotterraneo polacco.